# Еддінгтон (парафія, Нью-Брансвік)
Еддінгтон (англ. Addington) — парафія в Канаді, у провінції Нью-Брансвік, у складі графства Рестігуш.

## Населення
За даними перепису 2016 року, парафія нараховувала 656 осіб, показавши скорочення на 8,5%, порівняно з 2011-м роком. Середня густина населення становила 0,7 осіб/км².
З офіційних мов обидвома одночасно володіли 265 жителів, тільки англійською — 350, тільки французькою — 45.
Працездатне населення становило 54,7% усього населення, рівень безробіття — 28,1% (39,4% серед чоловіків та 16,1% серед жінок). 93,8% осіб були найманими працівниками, а 4,7% — самозайнятими.
Середній дохід на особу становив $28 504 (медіана $28 720), при цьому для чоловіків — $30 836, а для жінок $26 398 (медіани — $31 488 та $26 389 відповідно).
29,7% мешканців мали закінчену шкільну освіту, не мали закінченої шкільної освіти — 40,7%, 30,5% мали післяшкільну освіту, з яких 25% мали диплом бакалавра, або вищий.
| Статево-вікова структура населення | Статево-вікова структура населення | Статево-вікова структура населення | Статево-вікова структура населення | Статево-вікова структура населення |
| ---------------------------------- | ---------------------------------- | ---------------------------------- | ---------------------------------- | ---------------------------------- |
|                                    |                                    |                                    |                                    |                                    |
| Всього                             | Всього                             | 48,9%51,1%                         |                                    |                                    |
| 0 — 14 років                       | 0 — 14 років                       |                                    | 10%                                | 10%                                |
| 15 — 64 років                      | 15 — 64 років                      |                                    | 66,2%                              | 66,2%                              |
| 65 і більше                        | 65 і більше                        |                                    | 23,8%                              | 23,8%                              |
| 85 і більше                        | 85 і більше                        |                                    | 2,3%                               | 2,3%                               |
| Середній вік (років)               | Середній вік (років)               | 47,749,4                           | 48,6                               | 48,6                               |
| Медіана (років)                    | Медіана (років)                    | 53,653,1                           | 53,3                               | 53,3                               |
| — чоловіки — жінки                 |                                    |                                    |                                    |                                    |

| Походження мешканців:     | Походження мешканців:     | Походження мешканців: | Походження мешканців: | Походження мешканців: |
| ------------------------- | ------------------------- | --------------------- | --------------------- | --------------------- |
| Походження                |                           |                       | осіб                  | %                     |
| Корінні американці        | Корінні американці        |                       | 10                    | 1.53%                 |
| Інше північноамериканське | Інше північноамериканське |                       | 390                   | 59.54%                |
| Європейське               | Європейське               |                       | 395                   | 60.31%                |
| британське                | британське                |                       | 345                   | 52.67%                |
| французьке                | французьке                |                       | 90                    | 13.74%                |
| Азійське                  | Азійське                  |                       | 10                    | 1.53%                 |

| Зайнятість населення за галузями (за класифікацією NOC): | Зайнятість населення за галузями (за класифікацією NOC): | Зайнятість населення за галузями (за класифікацією NOC): | Зайнятість населення за галузями (за класифікацією NOC): | Зайнятість населення за галузями (за класифікацією NOC): |
| -------------------------------------------------------- | -------------------------------------------------------- | -------------------------------------------------------- | -------------------------------------------------------- | -------------------------------------------------------- |
|                                                          |                                                          |                                                          |                                                          |                                                          |
| Управління                                               | Управління                                               |                                                          | 4,8%                                                     | 4,8%                                                     |
| Бізнес, фінанси та адміністрування                       | Бізнес, фінанси та адміністрування                       |                                                          | 6,3%                                                     | 6,3%                                                     |
| Природничі та прикладні науки                            | Природничі та прикладні науки                            |                                                          | 4,8%                                                     | 4,8%                                                     |
| Охорона здоров'я                                         | Охорона здоров'я                                         |                                                          | 7,9%                                                     | 7,9%                                                     |
| Освіта, правозахист, муніципальні та урядові служби      | Освіта, правозахист, муніципальні та урядові служби      |                                                          | 4,8%                                                     | 4,8%                                                     |
| Роздрібна торгівля та послуги                            | Роздрібна торгівля та послуги                            |                                                          | 47,6%                                                    | 47,6%                                                    |
| Гуртова торгівля, транспорт та обладнання                | Гуртова торгівля, транспорт та обладнання                |                                                          | 19%                                                      | 19%                                                      |
| Природні ресурси, сільське господарство                  | Природні ресурси, сільське господарство                  |                                                          | 3,2%                                                     | 3,2%                                                     |
| Виробництво                                              | Виробництво                                              |                                                          | 3,2%                                                     | 3,2%                                                     |

## Клімат
Середня річна температура становить 3,3°C, середня максимальна – 21,2°C, а середня мінімальна – -18,9°C. Середня річна кількість опадів – 1 075 мм.
| Клімат поселення                              | Клімат поселення | Клімат поселення | Клімат поселення | Клімат поселення | Клімат поселення | Клімат поселення | Клімат поселення | Клімат поселення | Клімат поселення | Клімат поселення | Клімат поселення | Клімат поселення | Клімат поселення |
| Показник                                      | Січ.             | Лют.             | Бер.             | Квіт.            | Трав.            | Черв.            | Лип.             | Серп.            | Вер.             | Жовт.            | Лист.            | Груд.            |                  |
| Середній максимум, °C                         | −7,03            | −5,07            | 0,88             | 7,64             | 14,50            | 20,44            | 21,21            | 20,77            | 15,32            | 9,49             | 3,42             | −4,44            |                  |
| Середня температура, °C                       | −12,96           | −10,99           | −5,04            | 1,72             | 8,57             | 14,51            | 17,55            | 17,11            | 11,66            | 5,82             | −0,22            | −8,1             |                  |
| Середній мінімум, °C                          | −18,88           | −16,92           | −10,97           | −4,2             | 2,64             | 8,60             | 13,89            | 13,46            | 8,00             | 2,17             | −3,88            | −11,76           |                  |
| Норма опадів, мм                              | 89               | 64               | 69               | 68               | 97               | 98               | 115              | 104              | 92               | 97               | 94               | 88               |                  |
| Середньомісячна швидкість вітру, м/с          | 3.99             | 4.01             | 4.08             | 3.85             | 3.58             | 3.22             | 2.90             | 2.87             | 3.14             | 3.50             | 3.70             | 3.88             |                  |
| Середньомісячна сонячна радіація, кДж/м²·день | 5065             | 8557             | 12445            | 15836            | 18348            | 20234            | 19538            | 17183            | 12498            | 7654             | 4566             | 3776             |                  |
| --------------------------------------------- | ---------------- | ---------------- | ---------------- | ---------------- | ---------------- | ---------------- | ---------------- | ---------------- | ---------------- | ---------------- | ---------------- | ---------------- | ---------------- |
| Джерело:                                      |                  |                  |                  |                  |                  |                  |                  |                  |                  |                  |                  |                  |                  |